# Дідик Сергій Іванович
Дідик Сергій Іванович (1906 р., м. Нікополь, Катеринославський повіт, Катеринославська губернія, Російська імперія — р. смерті невід.) — учасник Другої світової війни, громадський діяч, заслужений працівник культури УРСР (1966). Нагороджений орденом Червоної Зірки, трьома медалями.

## Біографічні відомості
Рано залишився без батька, працював рульовим, а в 1926 р. вступив до мореходного училища. Після його закінчення водив пароплави «Труд», «Воровський». У 1934—1936 рр. працював заступником директора Нікопольського рибтресту. Одночасно навчався у Нікопольському інституті, після закінчення якого працював директором Нікопольського сільськогосподарського технікуму. В 1938 р. обирається секретарем Нікопольського обкому партії. Під час Великої Вітчизняної війни був комісаром, начальником політвідділу дивізії.
Після визволення м. Чернівці від німецько-румунських окупантів працював на партійній роботі, а згодом призначається начальником управління культури при облвиконкомі. Зробив багато для розвитку культури Буковини. Заочно закінчив Чернівецький державний університет.